# 바부다섬

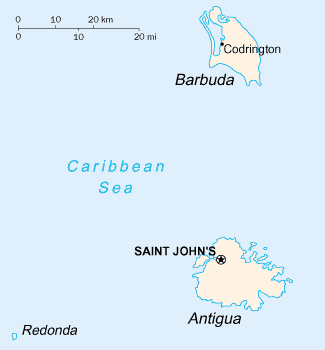
바부다 섬

바부다섬(Barbuda)은 카리브해의 카리브 제도에 위치한 섬으로, 리워드 제도의 중앙부에 위치해 있다. 앤티가 바부다를 구성하는 주요 섬으로, 인구의 대부분은 코드링턴(Codrington)에 거주하고 있다. 섬의 주민들은 흑인 노예의 후예로 농업, 어업, 목축, 제탄 등에 종사하며, 섬의 면적은 161km2이다.

## 외부 링크

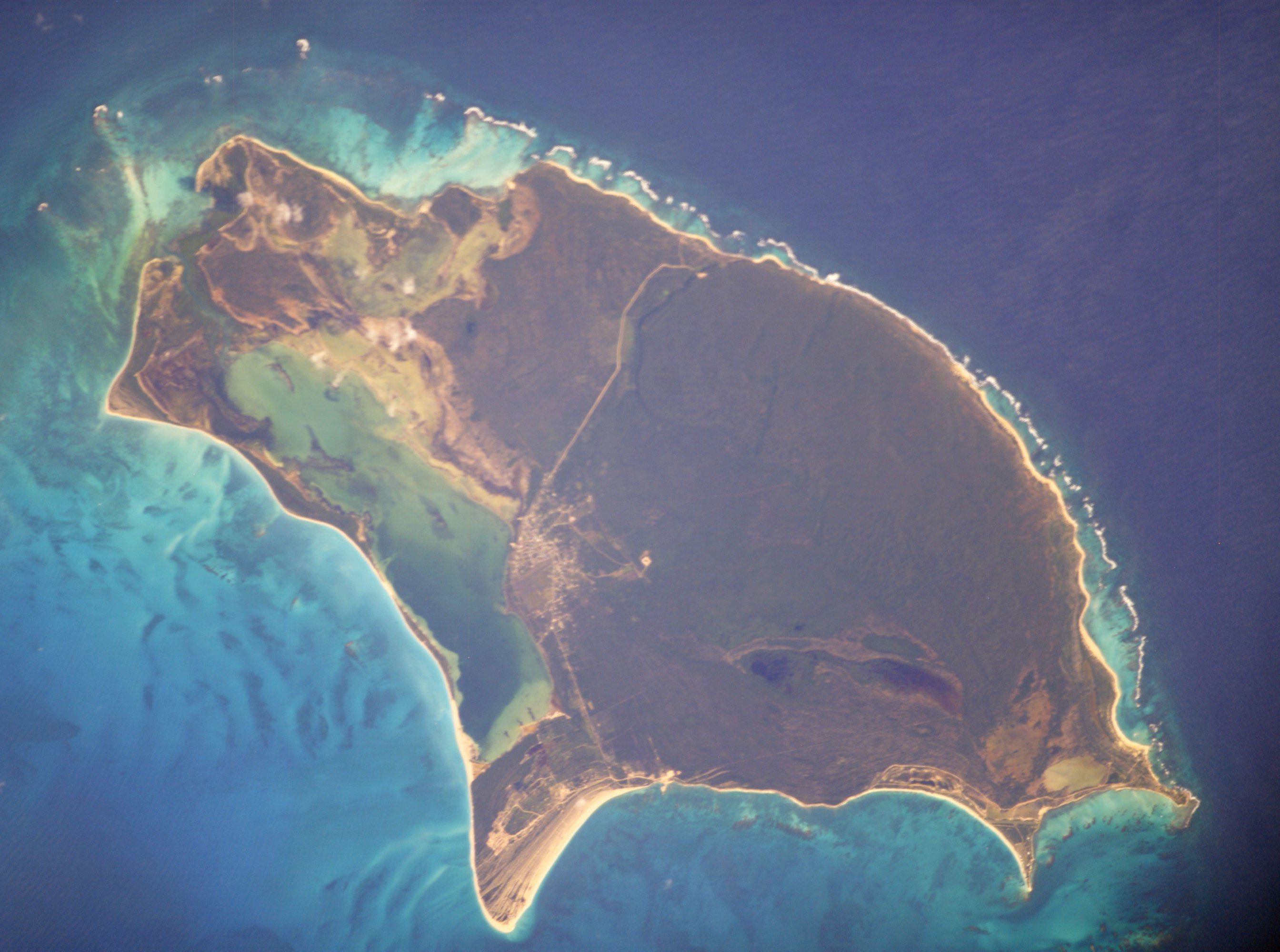
바부다섬의 위성지도